# Chase Adams
Chase Adams est un personnage fictif de la série Les Frères Scott. Il est interprété par Stephen Colletti.

## Histoire du personnage
Chase Adams est né le 4 septembre 1988 à Tree Hill en Caroline du Nord. Il est le barman et gérant du Tric et un ancien "Clean Teen" du lycée de Tree Hill.

## Saison 4
Chase est un personnage qui apparaît dans l'épisode 12. Brooke est très vite séduite par lui.
Chase fait partie de la "Clean Teen", le groupe des jeunes chastes du lycée, tout comme Brooke durant cette période. Ils vont rapidement devenir plus proches grâce à un point commun : ils ont tous les deux perdu leur petit(e) ami(e) et leur meilleur(e) ami(e) dans un triangle amoureux. 
Ils vont s'embrasser à la fin de l'épisode 12 et sortir ensemble pendant quelques épisodes.
Lors de l'épisode 413, Chase et Brooke formeront un duo pour un exposé. 
Dans l'épisode 15, où l'on apprend que Brooke a couché avec Nathan pendant qu'il sortait avec Peyton, Chase rompt avec Brooke, car elle a fait à Peyton quelque chose que Chase a lui-même vécu et dont il a souffert.
Après que Brooke a été séquestrée par le "faux Derek", Chase voudra se rapprocher d'elle. Il voudra lui dire ce qu'il ressent pour elle dans l'album du lycée. À la place, il va le lui dire en face à face.  Brooke et Chase coucheront ensemble dans le dernier épisode de la saison 4.

## Saison 5
Chase revient dans la saison 5 en tant qu’ami d’Owen, le barman du Tric que Brooke commence à fréquenter.
En prévision de la fête commune d’enterrement de vie de jeune fille de Lindsey et de vie de garçon de Lucas, qui a lieu chez Nathan et Haley, Owen propose à Brooke d’inviter un ami pour accompagner Peyton, qui vit alors très mal la relation entre Lucas et Lindsey. C’est donc pour ce rendez-vous organisé que Chase réapparaît. Il sort avec Peyton seulement ce soir-là. Ils s’amusent à tenter de rendre jaloux Lucas et Brooke, ou tout du moins à attirer leur attention, en s'embrassant.

## Saison 6
Dans la saison 6, Chase rencontre Mia. Il est le nouveau barman du Tric, elle l'aide à faire un cocktail. Voilà le début d'une belle amitié. Leur relation évolue très vite. L'amitié laisse rapidement place à l'amour. Ces deux-là ne se quittent plus, ce qui n’empêche pas Chase d’encourager Mia à repartir en tournée. Une des caractéristiques de Chase au bar est de vouloir innover en matière de cocktail, mais le résultat est assez désastreux…

## Saison 7
Dans la saison 7, Chase a laissé tomber son rôle de barman pour celui de gérant. À la fin de la saison, Mia le quitte, et celui-ci commence à sortir avec Alex Dupre, mais Mia, regrettant d'avoir rompu avec lui, lui envoie un SMS de réconciliation.

## Saison 8
Dans la saison 8, Chase poursuit sa relation avec Alex, entamée lors de la fin de la saison précédente. La situation devient plus délicate lorsque Mia revient à Tree Hill dans le but de reconquérir Chase. C'est donc le début d'un conflit entre Mia et Alex qui durera la plus grande partie de la saison. Parallèlement, Chase développe une relation avec Chuck Scolnik, l'ami de James Lucas Scott. Les deux personnages deviendront très proches. À la fin de la saison, Mia repart en tournée : Alex et Chase sont donc officiellement en couple. Mais Chase décide de s'engager dans l'armée, laissant ainsi derrière lui sa petite amie et Chuck. Avant son retour, il rend visite à Mia, avec qui il garde une très bonne relation amicale. Quand il revient à Tree Hill, Chase retrouve Alex et Chuck.

## Saison 9
Chase et Alex vivent une relation stable et sincère, cependant l'arrivée de Chris Keller à Tree Hill cause beaucoup de problèmes. Sous l'influence de Chris, Alex décide de partir en tournée musicale laissant Chase derrière elle, ce qui le laisse détruit et en colère contre Chris. Il entame alors une relation purement physique avec un nouveau personnage : Tara, également la petite amie de Chris Keller et la patronne du restaurant concurrent au Karen's Café. Cependant, il cessera de la voir après que Chris a appris cette relation par Brooke.  Petit à petit, Chris et Chase deviennent de vrais amis (surtout après l'affaire de Tara). Chase continue d'avoir un côté protecteur et un lien très fort avec Chuck mais celui-ci s’intéresse (malheureusement) à Chris Keller, faisant tout pour lui ressembler, causant la jalousie de Chase. Chase frôle également un séjour en prison après avoir défendu Chuck des coups de son père. Chuck dans un premier temps ne dit rien aux policiers pour défendre Chase et continue de protéger son père. Pourtant lors de son audience devant les généraux de l'armée de l'air, Chuck avoue tout et par la même occasion défend Chase (ce qui lui donne les larmes aux yeux.). Il est quand même "de retour à la vie civile" mais ne risque plus la prison. Côté professionnel, Chase est devenu le propriétaire du Tric après l'avoir acheté à Karen.